# Буренина, Прасковья Фёдоровна
Праско́вья Фёдоровна Буре́нина (16 октября 1906 год, село Жегалово — 3 апреля 1983 года, Горький) — доярка учебно-опытного хозяйства Горьковского сельскохозяйственного института. Герой Социалистического Труда (1958).

## Биография
Родилась в 1906 году в крестьянской семье в селе Жегалово (сегодня — Темниковский район Мордовии). Окончила начальную школу в родном селе, после поехала в Нижний Новгород. С 1932 года трудилась свинаркой, дояркой и бригадиром молочно-товарной фермы в подсобном хозяйстве Нижегородской швейной фабрики, которое позднее было передано под учебно-опытное хозяйство Горьковского сельскохозяйственного института.
В 1950-е годы ежегодно получала высокие надои молока. Средний показатель составлял около 4 тысяч килограмм молока от каждой фуражной коровы. Неоднократно участвовала во Всесоюзной выставке ВДНХ (1954, 1956, 1958).
В 1957 году надоила в среднем по 6400 килограмм молока с каждой фуражной коровы. Указом Президиума Верховного Совета СССР от 12 марта 1958 года «за выдающиеся успехи, достигнутые в работе по увеличению производства и сдачи государству сельскохозяйственных продуктов» удостоена звания Героя Социалистического Труда с вручением Ордена Ленина и золотой медали Серп и Молот.
Неоднократно избиралась депутатом Кстовского районного Совета народных депутатов.
В 1961 году вышла на пенсию. Проживала в Горьком, где скончалась в апреле 1983 года. Похоронена на Новопокровском кладбище.
Награды
- Герой Социалистического Труда
- Орден Ленина
- Большая и Малая золотые медали ВДНХ